# تونبورو، باکینگهام‌شر
تونبورو (به انگلیسی: Thornborough) یک محله مدنی و روستا در بریتانیا است که در الزبری ول واقع شده‌است. تونبورو ۶۴۱ نفر جمعیت دارد.